# Důl Jan Žižka
Důl Jan Žižka  (před rokem 1946 důl Julius resp. Augusta) je zaniklý hnědouhelný důl, který se ve dvacátém století nacházel na východním okraji Chomutova mezi městem a zaniklou vesnicí Michanice. Z areálu dolu se zachovalo několik provozních budov a povrchové projevy těžby, kterými jsou oprámy mezi Droužkovicemi a Údlicemi.

## Historie
Předchůdcem dolu Jan Žižka byla v v jeho dolovém poli šachta Augusta otevřená v šedesátých letech devatenáctého století. Tehdejší důl vybavený parním strojem produkoval až 10 000 tun uhlí ročně. Během hospodářské krize šachtu koupil podnikatel Später, po kterém důl získal jméno Karel a zvýšil produkci až na 30 000 tun uhlí ročně. Roku 1895 ho koupily blízké Mannessmannovy závody, které zdejší uhlí využívaly k zásobení svých chomutovských provozů.
Na přelomu devatenáctého a dvacátého století došlo v dole Karel k požáru, který ho těžce poškodil, a proto ho v roce 1904 nahradila nově otevřená těžná jáma Julius. Uhlí z ní se dodávalo do 500 metrů dlouhou lanovkou přímo do Mannessmannových závodů. Areál dolu se postupně rozrůstal. Po roce 1908 byl napojen vlečkou na železniční síť a rozšířena byla také elektrárna, která dodávala elektřinu vlastnímu dolu, ale také sousedním válcovnám.
Jméno Jan Žižka důl získal v roce 1946. Na přelomu šedesátých a sedmdesátých let dvacátého století docházelo k organizačním změnám uvnitř závodu, které skončily jeho zařazením do podniku Doly Vítězného února v Záluží. V sedmdesátých letech proběhla modernizace závodu, při které byla vyhloubena nová těžní jáma, postavena třídírna a nové budovy provozního zázemí. Starou lanovku nahradila kolejová doprava.
Přestože nebyly vyčerpány veškeré zásoby uhlí a s těžbou se počítalo i po roce 2000, byl důl roku 1992 uzavřen a 1. července téhož roku byla zahájena jeho likvidace. Důvodem byly strukturální změny ekonomiky, snížení spotřeby energie z uhlí a nízká kvalita zdejšího uhlí, které obsahovalo až 3 % síry. Zařízení bylo demontováno a část budov zbořena. Těžní haly i se strojovnami byly upraveny na výrobní a skladovací haly.

## Těžba
Jáma Julius byla hluboká 105 metrů a dobývaly se v ní dvě uhelné sloje: svrchní o mocnosti až 1,8 m a spodní o mocnosti 7 m. V nejlepších letech zde bylo vytěženo až 200 000 tun uhlí ročně a celková produkce dolu do roku 1940 činila osm milionů tun. Původní metodou těžby v hlavní sloji bylo komorování na zával a ve svrchní sloji se používalo zátinkování a pilířování a od roku 1954 také komorování na zával. Od roku 1959 až do uzavření dolu se na hlavní sloji těžilo metodou stěnování ve dvou lávkách.